# Атвуд (Оклахома)
Атвуд (англ. Atwood) — місто (англ. town) в США, в окрузі Г'юз штату Оклахома. Населення — 85 осіб (2020).

## Географія
Атвуд розташований за координатами 34°57′19″ пн. ш. 96°20′12″ зх. д. / 34.95528° пн. ш. 96.33667° зх. д. (34.955155, -96.336762).  За даними Бюро перепису населення США в 2010 році місто мало площу 0,71 км², з яких 0,71 км² — суходіл та 0,00 км² — водойми.

### Клімат
| Клімат : Атвуд           | Клімат : Атвуд | Клімат : Атвуд | Клімат : Атвуд | Клімат : Атвуд | Клімат : Атвуд | Клімат : Атвуд | Клімат : Атвуд | Клімат : Атвуд | Клімат : Атвуд | Клімат : Атвуд | Клімат : Атвуд | Клімат : Атвуд | Клімат : Атвуд |
| Показник                 | Січ.           | Лют.           | Бер.           | Квіт.          | Трав.          | Черв.          | Лип.           | Серп.          | Вер.           | Жовт.          | Лист.          | Груд.          | Рік            |
| Середній максимум, °C    | 9,8            | 12,9           | 18,1           | 23,3           | 26,9           | 30,9           | 34,3           | 34,4           | 29,8           | 24,4           | 17,3           | 11,4           | 22,8           |
| Середній мінімум, °C     | −2,8           | −0,2           | 4,6            | 10,1           | 14,6           | 18,8           | 21,2           | 20,6           | 16,7           | 10,7           | 4,8            | −0,6           | 9,9            |
| Норма опадів, мм         | 36             | 51             | 84             | 102            | 137            | 94             | 71             | 64             | 104            | 107            | 76             | 51             | 973            |
| ------------------------ | -------------- | -------------- | -------------- | -------------- | -------------- | -------------- | -------------- | -------------- | -------------- | -------------- | -------------- | -------------- | -------------- |
| Джерело: Weatherbase.com |                |                |                |                |                |                |                |                |                |                |                |                |                |

## Демографія
Згідно з переписом 2010 року, у місті мешкали 74 особи в 40 домогосподарствах у складі 22 родин. Густота населення становила 104 особи/км².  Було 56 помешкань (79/км²).
Расовий склад населення:
| - 95,9 % — білих - 2,7 % — корінних американців |

До двох чи більше рас належало 1,4 %. Частка іспаномовних становила 0,0 % від усіх жителів.
За віковим діапазоном населення розподілялося таким чином: 21,6 % — особи молодші 18 років, 47,3 % — особи у віці 18—64 років, 31,1 % — особи у віці 65 років та старші. Медіана віку мешканця становила 52,0 року. На 100 осіб жіночої статі у місті припадало 105,6 чоловіків;  на 100 жінок у віці від 18 років та старших — 107,1 чоловіків також старших 18 років.
Середній дохід на одне домашнє господарство  становив 48 862 долари США (медіана — 30 625), а середній дохід на одну сім'ю — 82 500 доларів (медіана — 55 625). Медіана доходів становила 50 417 доларів для чоловіків та 22 500 доларів для жінок. За межею бідності перебувало 29,8 % осіб, у тому числі 75,0 % дітей у віці до 18 років та 22,2 % осіб у віці 65 років та старших.
Цивільне працевлаштоване населення становило 19 осіб. Основні галузі зайнятості: роздрібна торгівля — 31,6 %, освіта, охорона здоров'я та соціальна допомога — 21,1 %, транспорт — 15,8 %.